# リピト・イシュタル
リピト・イシュタル（Lipit Ishtar）は、古代メソポタミア、イシン第1王朝の第5代王。リピト・イシュタル法典と呼ばれる法律文書を残した事で知られる。

## 来歴
前王イシュメ・ダガンの息子として生まれた。彼は少年時代より何らかの高等教育を受けており、学識豊かな王であったと伝えられる。
彼は父王が行っていた社会改革を継続すると共に、領内の安定のためにイシン市を初めニップルやウルで減税処置や徳政令を発布して社会の安定を図った。これらの事跡は、彼の名を有名なものとしているリピト・イシュタル法典の序文に列挙されている。また、父王に倣って娘をウルの女性祭司に任じた。
リピト・イシュタルのこれらの行動は明らかにウル第三王朝の王達を意識したものであるが、それとは裏腹に彼は対外的な困難に直面した。領内の反乱に加え、アムル人諸部族の圧力が強まっており、更に決定的なことにラルサがグングヌム王の下で急激に勢力を拡大していた。
リピト・イシュタルは政治的、経済的に極めて重要な都市ウルの支配権を狙うグングヌムと戦ったが、地理的な不利（イシン市はラルサ市よりウルから遠かった。）に加え、外敵が多い状況の中で、最終的にラルサによるウル占領を阻止することはできなかった。ウル市失陥はイシン第1王朝の覇権維持にとって致命傷とも言える出来事であり、その後のイシン没落に繋がることとなった。
そしてウル市失陥はリピト・イシュタル自身の権威にとっても致命傷であった。ウル市がラルサに占領されたのと同じ年、ウル・ニヌルタによって王位は奪われリピト・イシュタルは死去した。